# Futbol a Dinamarca

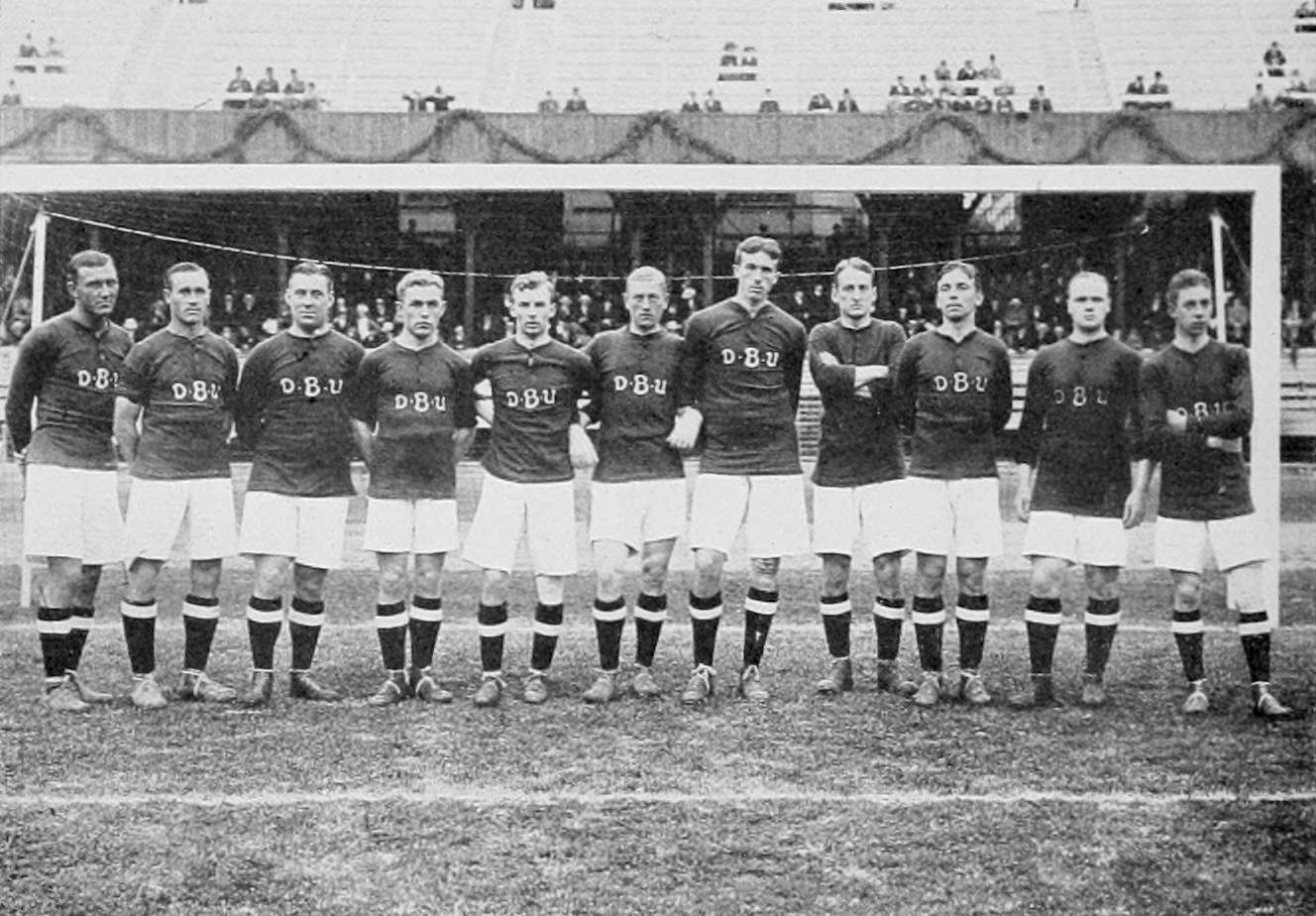
Selecció danesa als Jocs Olímpics de 1912.

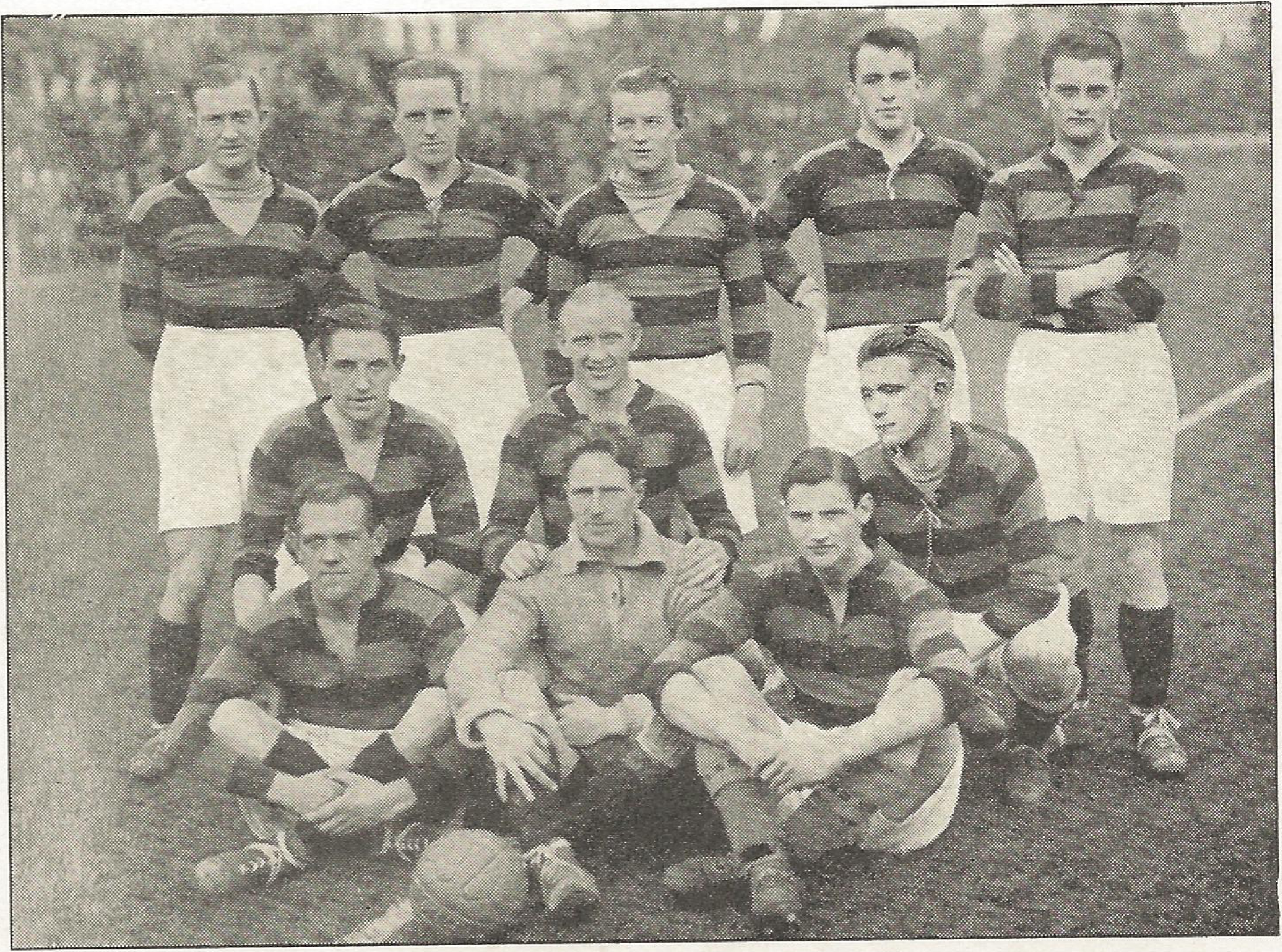
BK Frem el 1927.

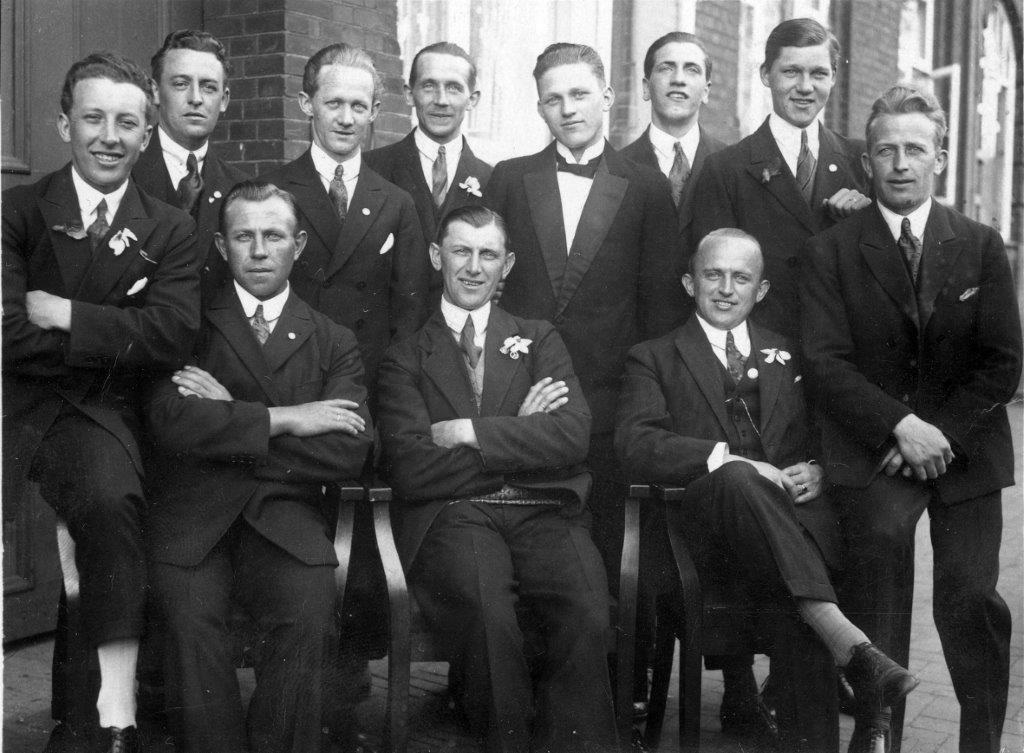
B 1909 Odense el 1927.

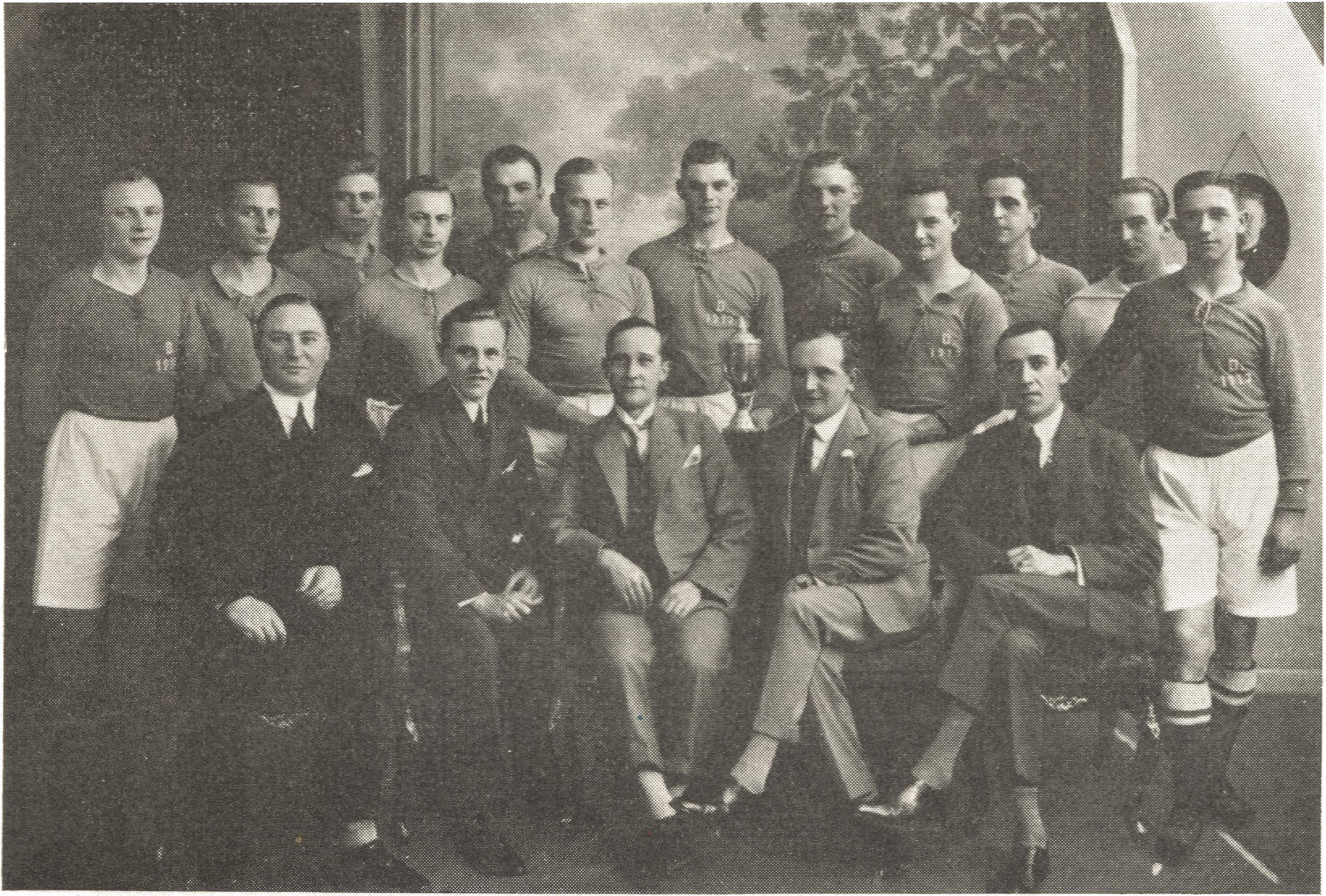
B 1913 København el 1928.

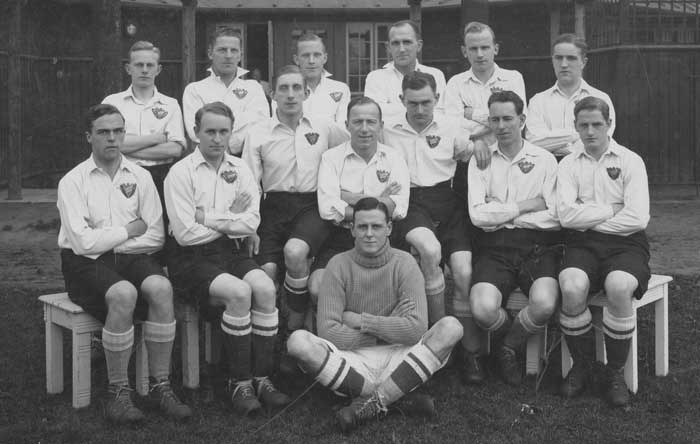
B 1893 København el 1928.

El futbol és l'esport més popular a Dinamarca, amb 331.693 jugadors i 1.647 clubs registrats el 2016. És regit per la Unió Danesa de Futbol.

## Història
El futbol fou introduït al país per mariners britànics.
El Kjøbenhavns Boldklub, fundat el 1876, és el club de futbol no britànic més antic del món. El 1879 introduí el futbol i el 1883 disputà el primer partit en terra danesa. Posteriorment aparegueren Aalborg BK (1885), Hjørring IF (1886), BK Frem København (1886), Rønne BK (1886), Odense Criketklub (1887), Slagelse B&I (1887), Aarhus Fremad (1887), AB København (1889) i B 1893 København (1893). La Dansk Boldspil-Union, DBU, es fundà el 1889.
El futbol mantingué un estatus amateur fins al 1978. La selecció assolí brillants èxits en els Jocs Olímpics, amb medalles a les edicions de 1908,1912, 1948 i 1960. A partir de 1980, la selecció coneguda com a "dinamita danesa" assoleix grans èxits, arribant a semifinals a l'Eurocopa de 1984 i essent la sensació del Mundial de 1986, però caient eliminada a setzens de final. El punt àlgid d'aquesta selecció arribà el 1992, on fou campiona a l'Eurocopa.

## Competicions
Les quatre primeres categories de lliga són regides per la Unió Danesa de Futbol. Les tres primeres s'anomenen col·lectivament Danmarksturneringen (literalment: el Torneig de Dinamarca).
- Lliga:
  - Superligaen (primera categoria)
  - 1. Division (segona categoria)
  - 2. Division (tres grups, tercera categoria)
  - Danmarksserien (quatre grups, quarta categoria)
  - Divisions inferiors
- Copa:
  - Copa danesa de futbol
  - Copa de la Lliga danesa de futbol
  - Supercopa danesa de futbol
- Desaparegudes:
  - Campionat de Copenhaguen de futbol
  - Copa de Copenhaguen de futbol

## Principals clubs
Clubs que han guanyat alguna lliga nacional (fins 2018).
- KB København
- FC København
- Brøndby IF
- AB København
- B 93 København
- B 1903 København
- BK Frem
- AGF Århus
- Vejle BK
- Esbjerg fB
- AaB Ålborg
- OB Odense
- Hvidovre IF
- Lyngby BK
- FC Midtjylland
- Køge BK
- B 1909 Odense
- Silkeborg IF
- FC Nordsjælland
- Herfølge BK

## Jugadors destacats
Fonts:
Des de 1910
- Harald Bohr
- Harald Hansen
- Sophus Hansen
- Nils Middelboe
- Poul 'Tist' Nielsen
- Sophus Nielsen

Des de 1920
- Michael Rohde
- Fritz Tarp

Des de 1930
- Pauli Jørgensen

Des de 1940
- Helge Bronée
- Walther Christensen
- Karl Aage Hansen
- Karl Aage Praest
- Erling Sørensen
- Jørgen Leschly Sørensen

Des de 1950
- Henry From
- Bent Hansen
- John Hansen
- Poul Pedersen
- Axel Pilmark

Des de 1960
- Henning Enoksen
- Ole Madsen
- Harald Nielsen

Des de 1970
- Birger Jensen
- Henning Jensen
- Johnny Hansen
- Per Røntved
- Allan Simonsen

Des de 1980
- Frank Arnesen
- Preben Elkjaer Larsen
- Michael Laudrup
- Søren Lerby
- Jan Mølby
- Ivan Nielsen
- Jesper Olsen
- Morten Olsen
- Troels Rasmussen
- John Sivebæk

Des de 1990
- Jan Heintze
- Brian Laudrup
- Flemming Povlsen
- Ebbe Sand
- Peter Schmeichel

Des de 2000
- Jesper Gronkjaer
- Thomas Helveg
- Martin Laursen
- Thomas Sørensen
- Jon Dahl Tomasson
- Dennis Rommedahl

Des de 2010
- Daniel Agger
- Christian Eriksen
- Kasper Schmeichel

## Principals estadis

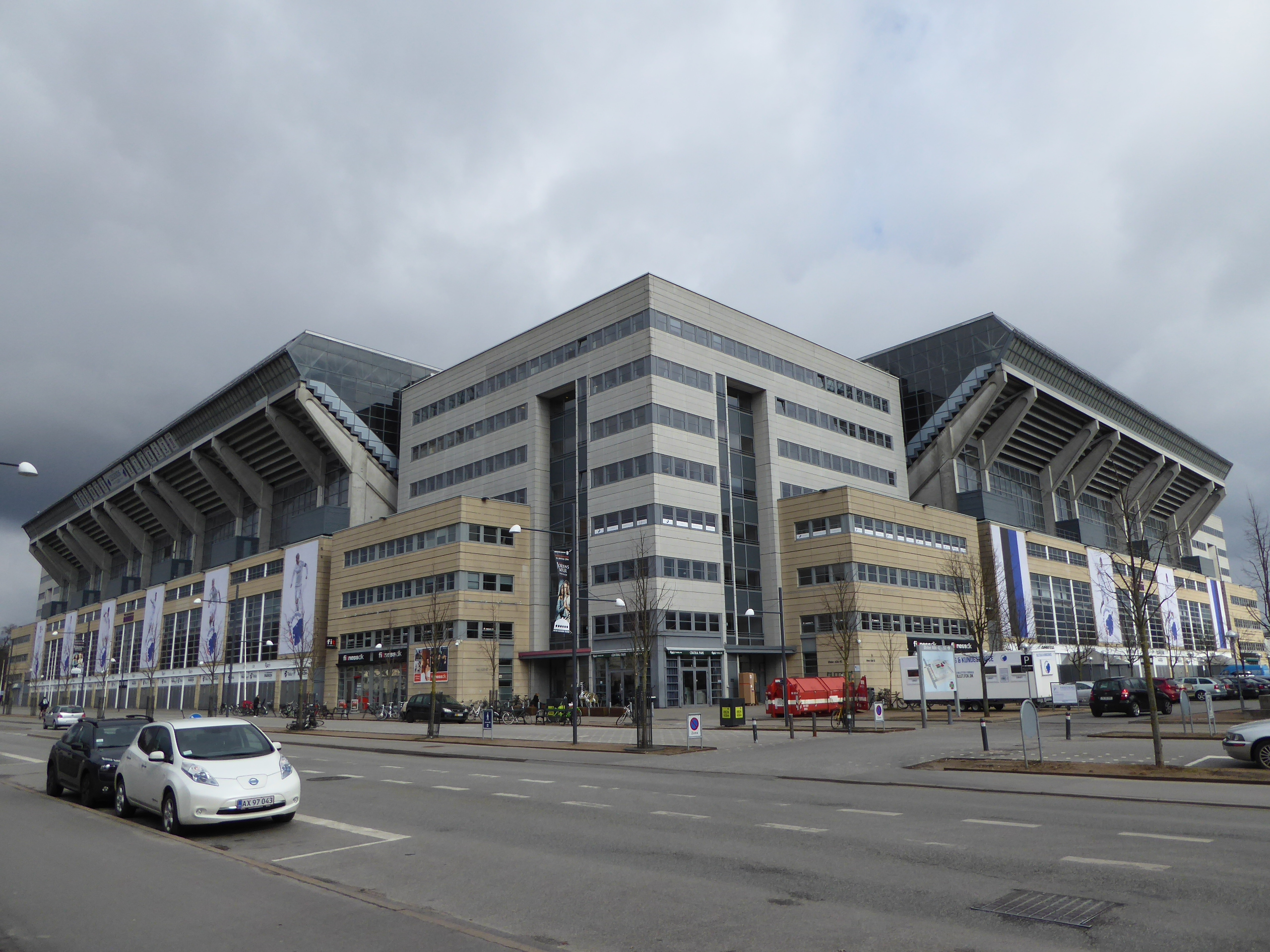
Parken Stadion.

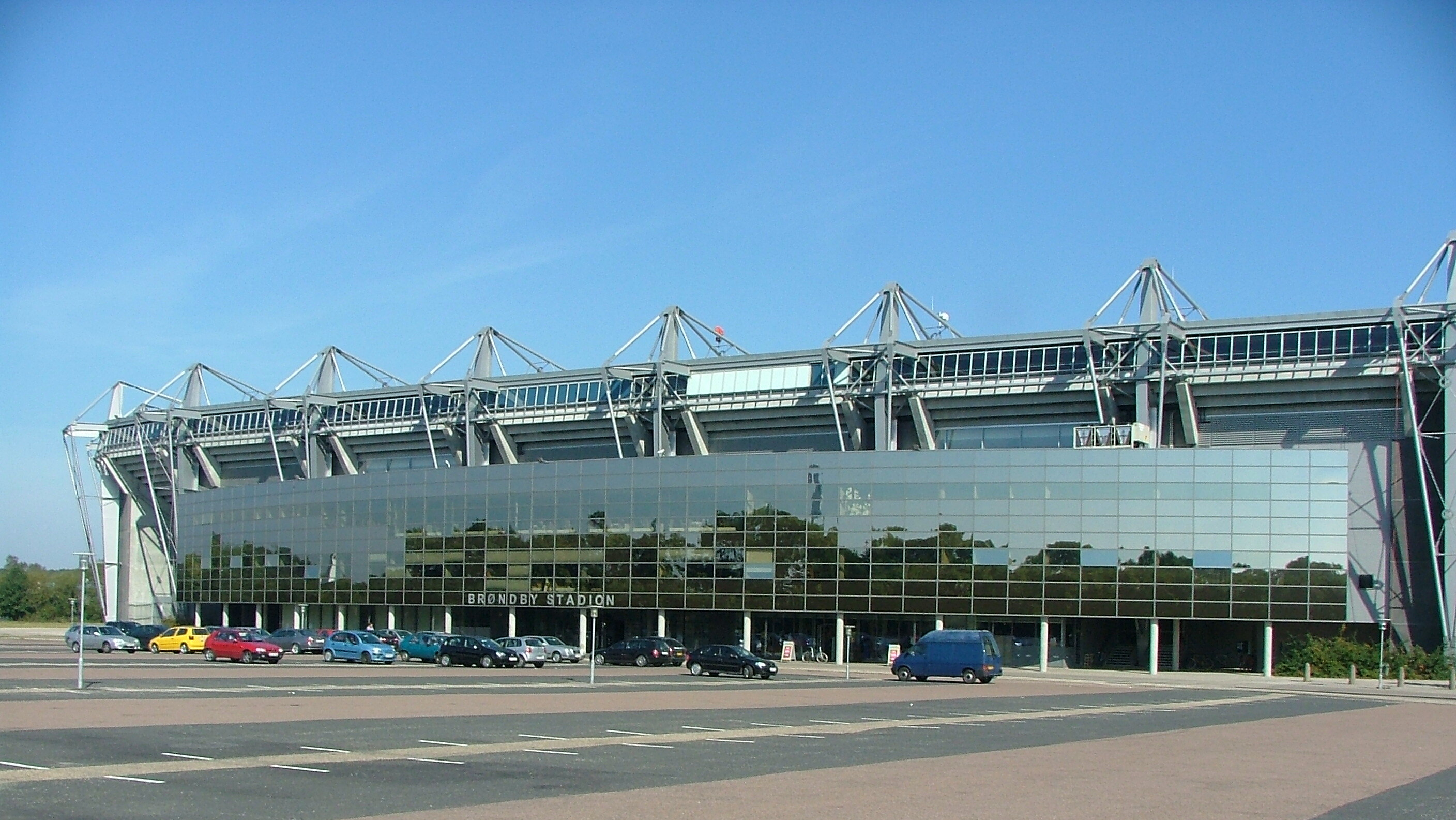
Brøndby Stadion.

| #  | Estadi                | Capacitat | Ciutat                |
| -- | --------------------- | --------- | --------------------- |
| 1  | Parken Stadion        | 38.065    | Østerbro, Copenhaguen |
| 2  | Brøndby Stadion       | 28.000    | Brøndby               |
| 3  | Ceres Park            | 21.000    | Aarhus                |
| 4  | Blue Water Arena      | 18.000    | Esbjerg               |
| 5  | Odense Stadion        | 13.990    | Odense                |
| 6  | Aalborg Portland Park | 13.990    | Aalborg               |
| 7  | Gladsaxe Stadion      | 13.800    | Søborg, Gladsaxe      |
| 8  | Valby Idrætspark      | 13.000    | Valby, Copenhaguen    |
| 9  | MCH Arena             | 11.800    | Herning               |
| 10 | Vejle Stadion         | 10.418    | Vejle                 |